# Toba, Nova Crnja
Toba (izvirno srbsko Тоба; madžarsko Toba) je naselje v Srbiji, ki upravno spada pod Občino Nova Crnja; slednja pa je del Srednjebanatskega upravnega okraja.

## Demografija
V naselju živi 557 polnoletnih prebivalcev, pri čemer je njihova povprečna starost 42,4 let (41,8 pri moških in 43,1 pri ženskah). Naselje ima 265 gospodinjstev, pri čemer je povprečno število članov na gospodinjstvo 2,61.
To naselje je v glavnem madžarsko (glede na rezultate popisa iz leta 2002).
|  |

| Demografija | Demografija     | Demografija     |
| Leto        | Št. prebivalcev | Št. prebivalcev |
| ----------- | --------------- | --------------- |
|             |                 |                 |
|             |                 |                 |
|             |                 |                 |
|             |                 |                 |
| 1948        | 1499            |                 |
| 1953        | 1489            |                 |
| 1961        | 1401            |                 |
| 1971        | 1232            |                 |
| 1981        | 1099            |                 |
| 1991        | 822             | 818             |
| 2002        | 694             | 691             |
|             |                 |                 |

| Etnična sestava po popisu iz leta 2002 | Etnična sestava po popisu iz leta 2002 | Etnična sestava po popisu iz leta 2002 | Etnična sestava po popisu iz leta 2002 | Etnična sestava po popisu iz leta 2002 |
| -------------------------------------- | -------------------------------------- | -------------------------------------- | -------------------------------------- | -------------------------------------- |
| Madžari                                | Madžari                                |                                        | 581                                    | 84,08%                                 |
| Srbi                                   | Srbi                                   |                                        | 37                                     | 5,35%                                  |
| Romi                                   | Romi                                   |                                        | 27                                     | 3,90%                                  |
| Hrvati                                 | Hrvati                                 |                                        | 3                                      | 0,43%                                  |
| Jugoslovani                            | Jugoslovani                            |                                        | 2                                      | 0,28%                                  |
| Črnogorci                              | Črnogorci                              |                                        | 1                                      | 0,14%                                  |
| Neznano                                | Neznano                                |                                        | 0                                      | 0,0%                                   |